# Beijing BJ40
Der Beijing BJ40 ist ein seit 2013 erhältlicher Geländewagen des chinesischen Automobilherstellers Beijing Automobile Works, der zwischen Beijing BJ20 und Beijing BJ80 positioniert ist.

## 1. Generation (seit 2013)

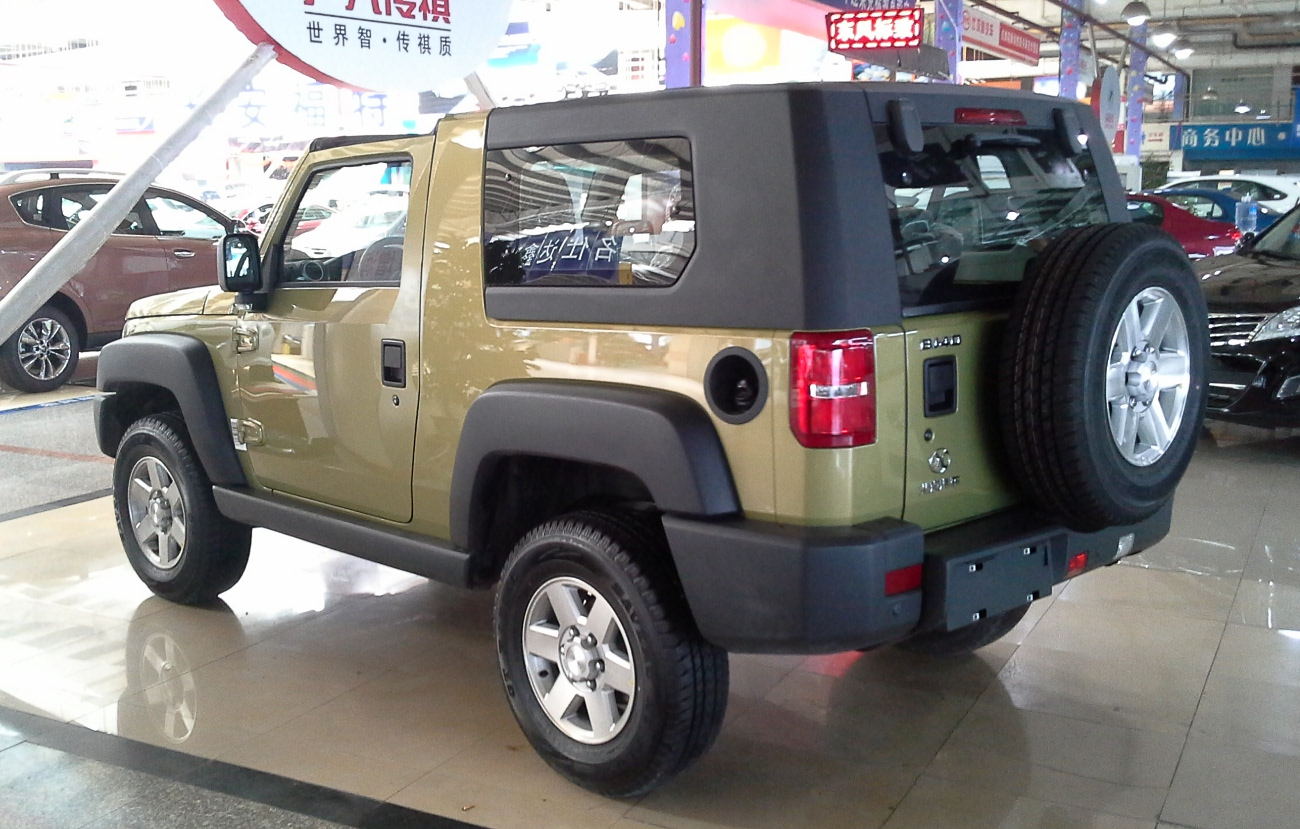
Heckansicht

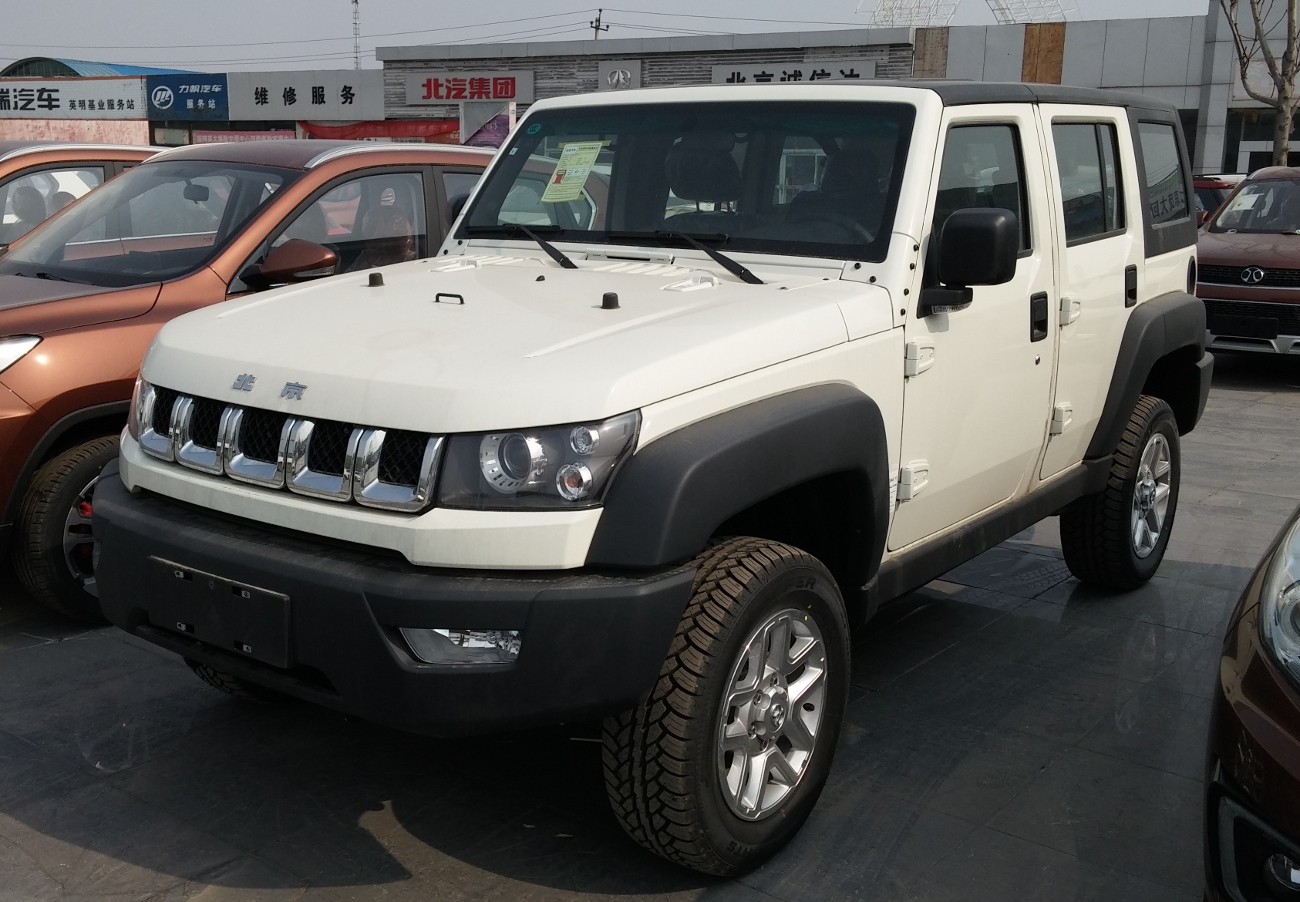
Beijing BJ40L (seit 2016)

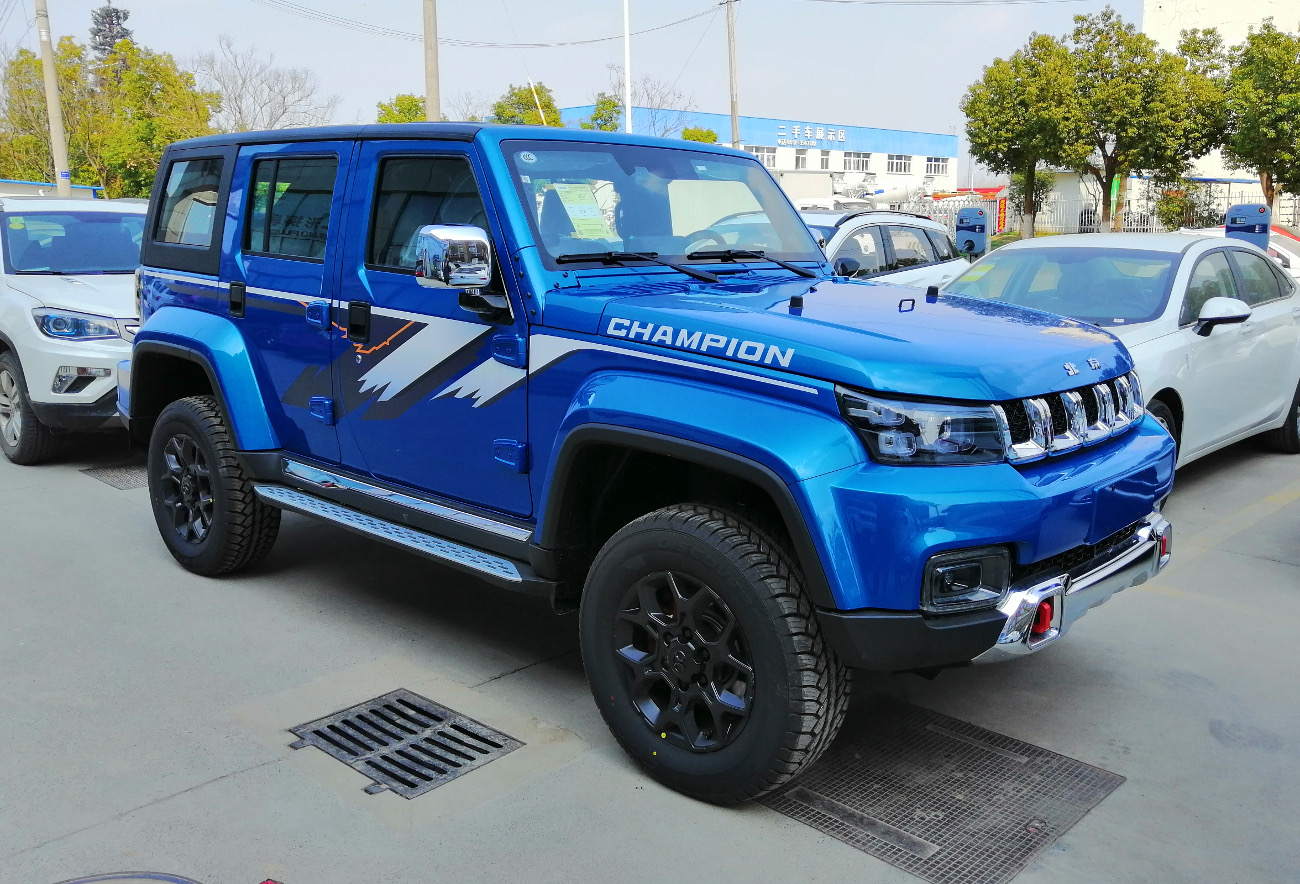
Beijing BJ40 Plus (seit 2018)

### Geschichte
Erste Ausblicke auf den Geländewagen präsentierte BAW 2008 und erneut im April 2010 auf der Beijing Auto Show mit dem Konzeptfahrzeug B40 mit drei Türen, die fünftürige Variante des Konzeptfahrzeugs, die auf der Auto Shanghai 2011 folgte, wurde als B70 bezeichnet. Das dreitürige Serienfahrzeug wurde schließlich auf der Guangzhou Auto Show im November 2013 offiziell vorgestellt. Seit Ende Dezember 2013 wird der BJ40 in China verkauft. Im April 2015 wurde auf der Auto Shanghai mit dem BJ40L eine fünftürige Version vorgestellt. Sie wird in China seit April 2016 verkauft. Eine umfangreiche Überarbeitung erhielt der Geländewagen im Juni 2018, damit wurde die fünftürige Variante um die Ausstattungsvariante BJ40L Plus ergänzt. Ab Ende 2016 wurde der Geländewagen über den Importeur Indimo in Deutschland als BAIC B40 angeboten. In Italien wurde im Juni 2022 auf der Milano Monza Motor Show der auf dem BJ40 basierende ICH-X K2 von DR Automobiles vorgestellt. Er kam dort im April 2023 auf den Markt. Auch in einigen Staaten Lateinamerikas ist der Wagen erhältlich.
Optisch ähnelt das Fahrzeug dem Jeep Wrangler. Wie bei diesem können am BJ40 die Türen und das Dach entfernt sowie die Windschutzscheibe nach vorn umgeklappt werden.

### Antrieb
Zunächst wurde der BJ40 von einem maximal 105 kW (143 PS) leistenden 2,4-Liter-Ottomotor angetrieben. Mit der Einführung des BJ40 Plus im April 2016 wurde dieser Motor durch einen Zweiliter-Ottomotor mit einer maximalen Leistung von 150 kW (204 PS) und einem 2,3-Liter-Ottomotor ersetzt, bei dem sie bei 184 kW (250 PS) liegt. Beide Antriebe stammen von Saab. Der Mutterkonzern von BAW, Beijing Automotive Industry Holding, erwarb 2009 die Rechte an den Plattformen und Motoren des schwedischen Automobilherstellers. Seit Dezember 2018 wird – für chinesische Fahrzeuge ungewöhnlich – auch ein Zweiliter-Dieselmotor angeboten.
In Deutschland wurde das Fahrzeug ausschließlich mit dem 2,3-Liter-Ottomotor verkauft.

### Technische Daten
|                                            | 2.0T                       | 2.0T                              | 2.3T (1)                 | 2.3T (1)                   | 2.3T                               | 2.4 (2)                | 2.0D                   | 2.0D                       |
| ------------------------------------------ | -------------------------- | --------------------------------- | ------------------------ | -------------------------- | ---------------------------------- | ---------------------- | ---------------------- | -------------------------- |
| Bauzeitraum                                | seit 05/2020               | 04/2016–09/2020                   | seit 07/2019             | seit 07/2019               | 04/2016–05/2020                    | 12/2013–04/2016        | 12/2018–04/2019        | seit 03/2021               |
| Motorkenndaten                             |                            |                                   |                          |                            |                                    |                        |                        |                            |
| Motorart                                   | Ottomotor                  | Ottomotor                         | Ottomotor                | Ottomotor                  | Ottomotor                          | Ottomotor              | Dieselmotor            | Dieselmotor                |
| Motorbauart                                | R4                         | R4                                | R4                       | R4                         | R4                                 | R4                     | R4                     | R4                         |
| Motoraufladung                             | Turbolader                 | Turbolader                        | Turbolader               | Turbolader                 | Turbolader                         | —                      | Turbolader             | Turbolader                 |
| Gemischaufbereitung                        | Saugrohreinspritzung       | Saugrohreinspritzung              | Benzindirekteinspritzung | Benzindirekteinspritzung   | Saugrohreinspritzung               |                        | Direkteinspritzung     | Direkteinspritzung         |
| Hubraum                                    | 1967 cm³                   | 1985 cm³                          | 2290 cm³                 | 2290 cm³                   | 2290 cm³                           | 2438 cm³               | 1999 cm³               | 1999 cm³                   |
| max. Leistung bei min−1                    | 165 kW (224 PS)            | 150 kW (204 PS) / 5500            | 155 kW (211 PS) / 5200   | 170 kW (231 PS) / 5200     | 184 kW (250 PS) / 5300             | 105 kW (143 PS) / 4800 | 110 kW (150 PS) / 4000 | 120 kW (163 PS)            |
| max. Drehmoment bei min−1                  | 380 Nm                     | 280 Nm / 1900–4500                | 330 Nm / 1900–4000       | 345 Nm / 1900–4000         | 350 Nm / 1900–4500                 | 217 Nm / 4000          | 350 Nm / 1800–2800     | 380 Nm                     |
| Kraftübertragung                           |                            |                                   |                          |                            |                                    |                        |                        |                            |
| Antrieb, serienmäßig                       | Vorderradantrieb           | Vorderradantrieb                  | Allradantrieb            | Allradantrieb              | Vorderradantrieb                   | Allradantrieb          | Allradantrieb          | Allradantrieb              |
| Antrieb, optional                          | (Allradantrieb) (3)        | (Allradantrieb) (3)               | —                        | —                          | (Allradantrieb) (3)                | —                      | —                      | —                          |
| Getriebe                                   | 8-Stufen-Automatikgetriebe | 5-Gang-Schaltgetriebe             | 5-Gang-Schaltgetriebe    | 6-Stufen-Automatikgetriebe | 6-Stufen-Automatikgetriebe         | 5-Gang-Schaltgetriebe  | 6-Gang-Schaltgetriebe  | 8-Stufen-Automatikgetriebe |
| Messwerte                                  |                            |                                   |                          |                            |                                    |                        |                        |                            |
| Höchstgeschwindigkeit                      | 160 km/h                   | k. A.                             | 160 km/h                 | 160 km/h                   | 170 km/h                           | k. A.                  | k. A.                  | k. A.                      |
| Beschleunigung, 0–100 km/h                 | 9,7 s                      | k. A.                             | k. A.                    | k. A.                      | 9,3–9,9 s                          | k. A.                  | 14,3 s                 | k. A.                      |
| Kraftstoffverbrauch auf 100 km, kombiniert | 9,4 l Super (9,9 l Super)  | 8,9–9,1 l Super (9,1–9,4 l Super) | 9,7 l Super              | 10,6 l Super               | 9,2–9,6 l Super (9,5–10,0 l Super) | 11,3 l Super           | 8,3 l Diesel           | 8,5 l Diesel               |

## 2. Generation (seit 2023)

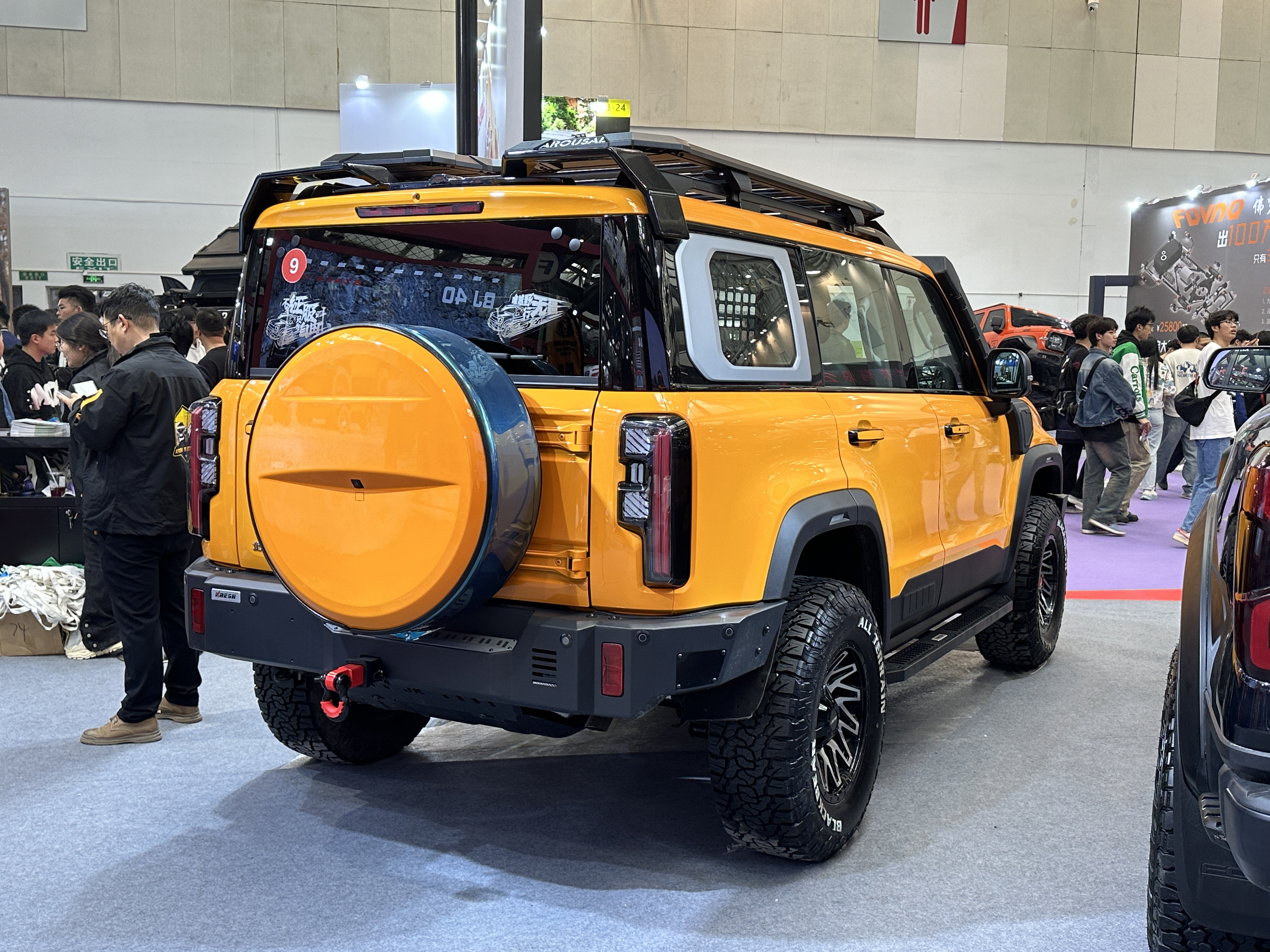
Heckansicht

### Geschichte
Die zweite Generation der Baureihe debütierte im August 2023 ausschließlich als fünftüriges Modell. Der Verkauf in China begann im November 2023. Im gleichen Monat erfolgte die Öffentlichkeitspremiere auf der Guangzhou Auto Show. Die erste Generation bleibt vorerst im Handel.

### Antrieb
Antriebsseitig stand für die zweite Generation zunächst ausschließlich ein aufgeladener 2,0-Liter-Ottomotor von Great Wall Motor in Kombination mit einem 8-Stufen-Automatikgetriebe von ZF Friedrichshafen zur Verfügung. Die maximale Leistung wird mit 180 kW (245 PS) angegeben. Im Juli 2024 folgte dann ein 2,0-Liter-Dieselmotor mit 120 kW (163 PS). Eine Version mit Plug-in-Hybrid-Antrieb wurde im November 2024 auf der Guangzhou Auto Show gezeigt, wobei der verbaute 1,5-Liter-Ottomotor hier nur als Reichweitenverlängerer dient. Ein Lithium-Ionen-Akkumulator mit einem Energieinhalt von 40,3 kWh ermöglicht eine elektrische Reichweite von 152 km nach dem CLTC-Fahrzyklus. Der BJ40 der zweiten Generation hat permanenten Allradantrieb.

### Technische Daten
|                                             | 2.0T                       | 1.5 EREV                     | 2.0D                       |
| ------------------------------------------- | -------------------------- | ---------------------------- | -------------------------- |
| Bauzeitraum                                 | seit 11/2023               | seit 12/2024                 | seit 07/2024               |
| Motorkenndaten                              |                            |                              |                            |
| Motorart                                    | Ottomotor                  | Ottomotor + 2 Elektromotoren | Dieselmotor                |
| Motorbauart                                 | R4                         | R4                           | R4                         |
| Motoraufladung                              | Turbolader                 | Turbolader                   | Turbolader                 |
| Gemischaufbereitung                         | Benzindirekteinspritzung   | Benzindirekteinspritzung     | Direkteinspritzung         |
| Hubraum                                     | 1967 cm³                   | 1498 cm³                     | 1968 cm³                   |
| max. Leistung bei min−1 Verbrennungsmotor   | 180 kW (245 PS) / 5500     | 138 kW (188 PS)              | 120 kW (163 PS) / 3600     |
| max. Leistung bei min−1 Elektromotor        | —                          | 403 kW (548 PS)              | —                          |
| max. Drehmoment bei min−1 Verbrennungsmotor | 395 Nm / 1600–3600         |                              | 400 Nm / 1500–2400         |
| max. Drehmoment bei min−1 Elektromotor      | —                          | 655 Nm                       | —                          |
| Kraftübertragung                            |                            |                              |                            |
| Antrieb, serienmäßig                        | Allradantrieb              | Allradantrieb                | Allradantrieb              |
| Antrieb, optional                           | —                          | —                            | —                          |
| Getriebe                                    | 8-Stufen-Automatikgetriebe | 1-Stufen-Getriebe            | 8-Stufen-Automatikgetriebe |
| Messwerte                                   |                            |                              |                            |
| Höchstgeschwindigkeit                       | 175–180 km/h               | 170 km/h                     | 160 km/h                   |
| Beschleunigung, 0–100 km/h                  | 10,0 s                     | 5,5 s                        | k. A.                      |
| Kraftstoffverbrauch auf 100 km, kombiniert  | 10,0–11,8 l Super          | 1,4 l Super                  | 10,0 l Diesel              |